# Province de Bokeo

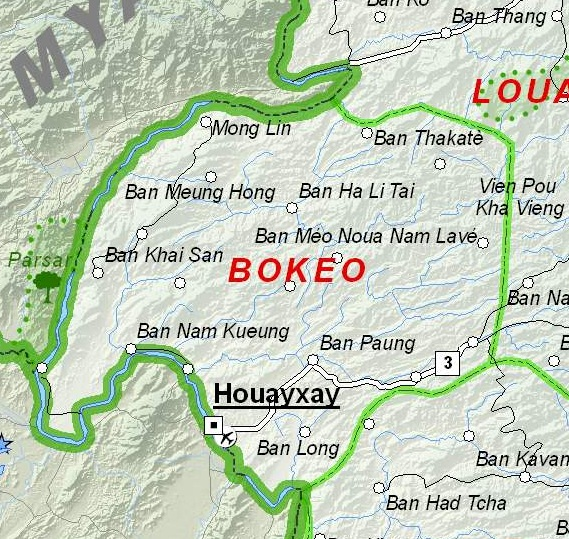
Carte de la province

La province de Bokeo est une province du Laos. Située dans le Triangle d'or, elle est frontalière de la Birmanie et de la Thaïlande, dont elle est séparée par le cours du Mékong. Sa capitale Houei Sai est un important point de passage avec la Thaïlande. Une sous-espèce très rare du gibbon noir est présente dans la zone nationale protégée de Nam Kan, située dans l'Est de la province.

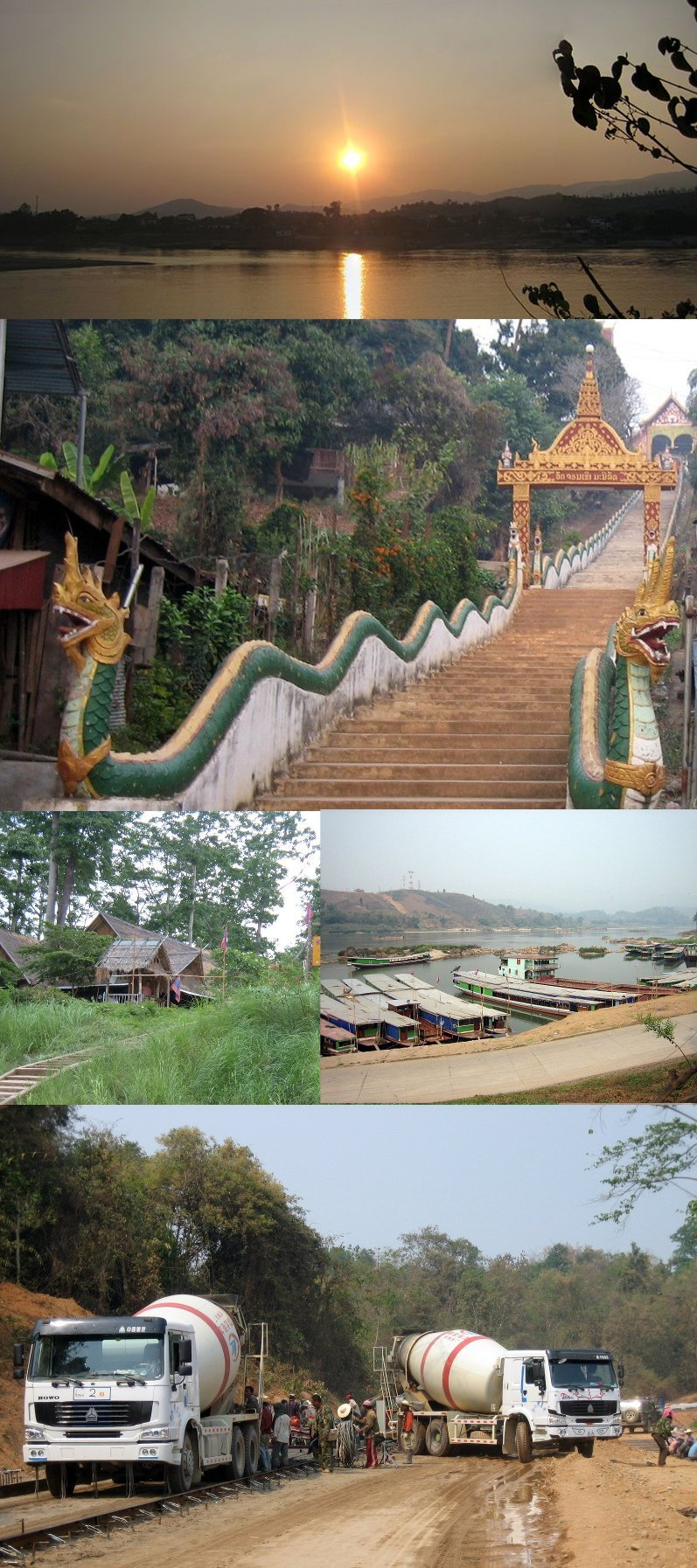
Montage Bokeo

## Histoire
Houei Sai a longtemps été le point de débarquement des voyageurs et des marchands venant du Yunnan et se rendant en Thaïlande. Une stèle datant de 1458 a été découverte dans le Wat Jom Khao Manilath, un temple en teck de style shan construit en 1880 à Houei Sai. Le Fort Carnot, construit pendant la période de l'Indochine française, est actuellement occupé par l'armée laotienne.
De 1962 à 1975, la région nommée « province de Houa Khong » est contrôlée par le royaume du Laos. Elle fusionne avec la province de Luang Namtha en 1975 et en est séparée en tant que « province de Bokeo » en 1983. Son nom signifie « mine de pierres précieuses ».

## Géographie
La province de Bokeo a une surface de 6 196 km2, ce qui en fait l'une des plus petites du Laos. Elle est frontalière de la Birmanie (État shan) au nord-ouest et de la Thaïlande (province de Chiang Rai) au sud-est, dont elle est séparée par le cours du Mékong. Elle est aussi limitrophe des provinces laotiennes de Luang Namtha au nord-est, d'Oudomxay au sud-est et de Sayaboury au sud.
70 % du territoire est montagneux. En 2010, les forêts recouvrent 68 % de la province.

## Aires protégées
L'aire protégée de Nam Kan, située dans l'Est, est protégée par la province de Bokeo dès 1996 sur une surface de moins de 500 km2. Une sous-espèce très rare de gibbon noir, le Nomascus concolor lu, considéré comme éteint pendant des décennies, est redécouvert dans la région en 1997. En 2004, en réponses aux menaces telles que le braconnage, l'exploitation forestière et les cultures sur brûlis, l'entrepreneur français Jean Francois Reumaux et son entreprise Animo fondent « The Gibbon Experience » qui est un projet d'écotourisme ayant pour but de protéger la zone et de permettre aux touristes d'observer les gibbons depuis des cabanes dans les arbres et des tyroliennes, sur mandat du gouvernement lao,. En 2008, la zone devient une aire protégée qui s'étend sur 1 360 km2 : 660 km2 dans la province de Bokeo et 700 km2 dans celle de Luang Namtha. Les autres espèces présentes sont notamment les tigres, les ours, les dholes, les loutres, les sambars, les gaurs, les semnopithecus et les barbus géants.

## Divisions administratives
La province est découpée en 5 muangs (ou districts), eux-mêmes divisés en 265 villages :
| Carte | Code                  | Nom        | Nom lao | Population (2015) |
| ----- | --------------------- | ---------- | ------- | ----------------- |
|       |                       |            |         |                   |
| 5-01  | District de Houei Sai | ເມືອງຫ້ວຍຊາຍ | 70 170  |                   |
| 5-02  | District de Tonpheung | ເມືອງຕົ້ນເຜິ້ງ  | 34 476  |                   |
| 5-03  | District de Meung     | ເມືອງເມິງ    | 14 506  |                   |
| 5-04  | District de Pha Oudom | ເມືອງຜາອຸດົມ  | 40 909  |                   |
| 5-05  | District de Paktha    | ເມືອງປາກທາ  | 19 182  |                   |

## Démographie
En 2015, la province a une population de 179 243 habitants. La densité de population est de 29 habitants par km2. 32,9 % des habitants vivent en zone urbaine, 61,5 % dans des zones rurales accessibles par la route et 5,7 % dans des zones non accessibles par la route.
Les ethnies minoritaires présentes dans la région représentent 86,6 % de la population. Bokeo est la seule province du Laos où vit une population importante de Lahu. Les autres ethnies présentes sont notamment les Akha, les Khmu, les Lanten, les Hmong, les Tai Dam, les Tai Lue et les Yao.

## Culture
Depuis 2000 se déroule chaque année le Festival des fleurs de kapok à Done Sao, une île du Mékong où poussent plus de 71 hectares de kapokiers sauvages. Grâce à cet événement, la province a attiré presque 127 000 touristes pour la saison fiscale 2008-2009.

## Économie
Des réserves d'or et de saphir sont exploitées dans la province. La région est également un producteur important de maïs, de soja, de caoutchouc et de teck.
En 2017, 207 864 touristes internationaux et 48 565 touristes domestiques visitent la province qui compte 16 hôtels et 69 maisons d'hôtes pour un total de 1 332 chambres et 1 773 lits.

La Zone économique spéciale du Triangle d'or a été créée à la frontière avec la Thaïlande, dans le district de Ton Phueng. En 2007, le gouvernement laotien a cédé 10 000 hectares de terres (dont 3 000 hectares consacrés à la zone économique qui est exemptée d'impôts) à l'entreprise chinoise Kings Romans pour 99 ans dans le but de développer le commerce, les investissements et le tourisme. Kings Romans a investi plusieurs centaines millions de dollars et la zone comprend un port fluvial, un casino, des hôtels et la zone commerciale Chinatown où se trouvent 70 restaurants et magasins. Les monnaies acceptées dans la zone sont le yuan chinois et le baht thaïlandais, et la plupart des employés sont chinois. Contrairement aux promesses la zone économique bénéficie peu aux populations locales. Selon les accusations du département du Trésor des États-Unis en 2018, le casino est utilisé pour le blanchiment d'argent et le trafic d'êtres humains, de drogues et d'animaux sauvages,.

Zone économique spéciale du Triangle d'Or
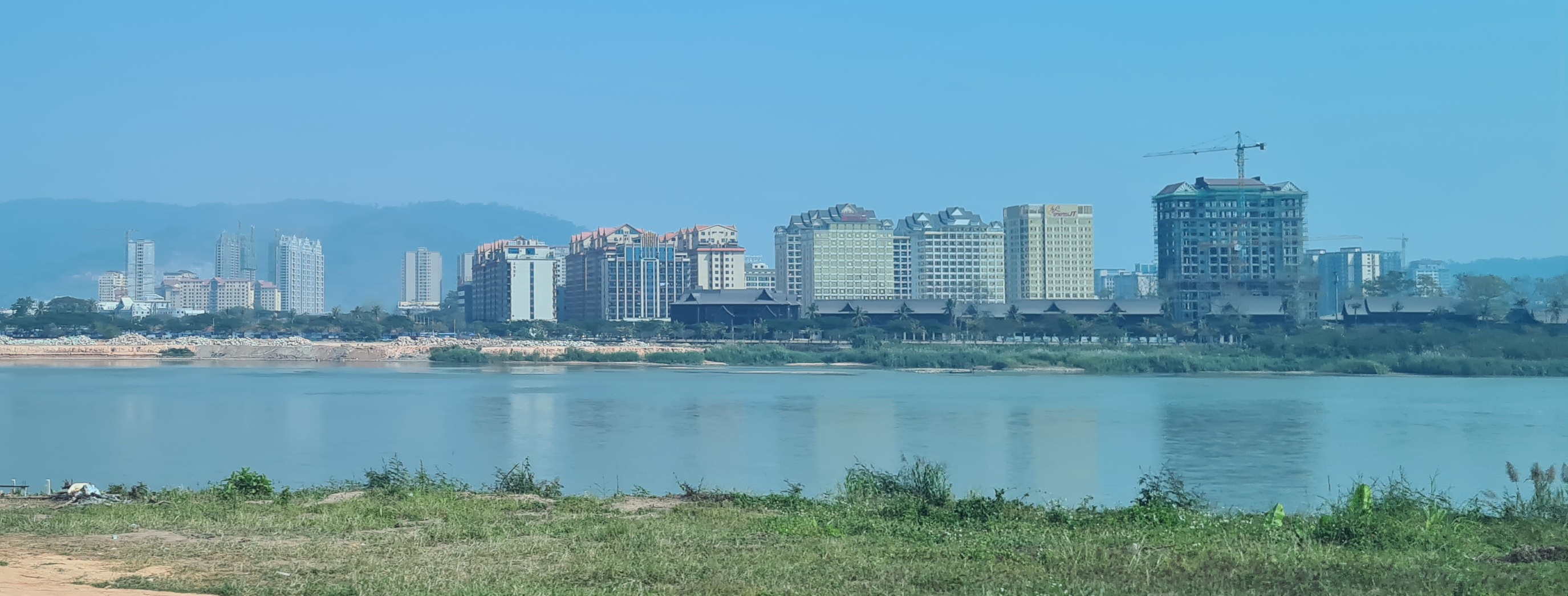
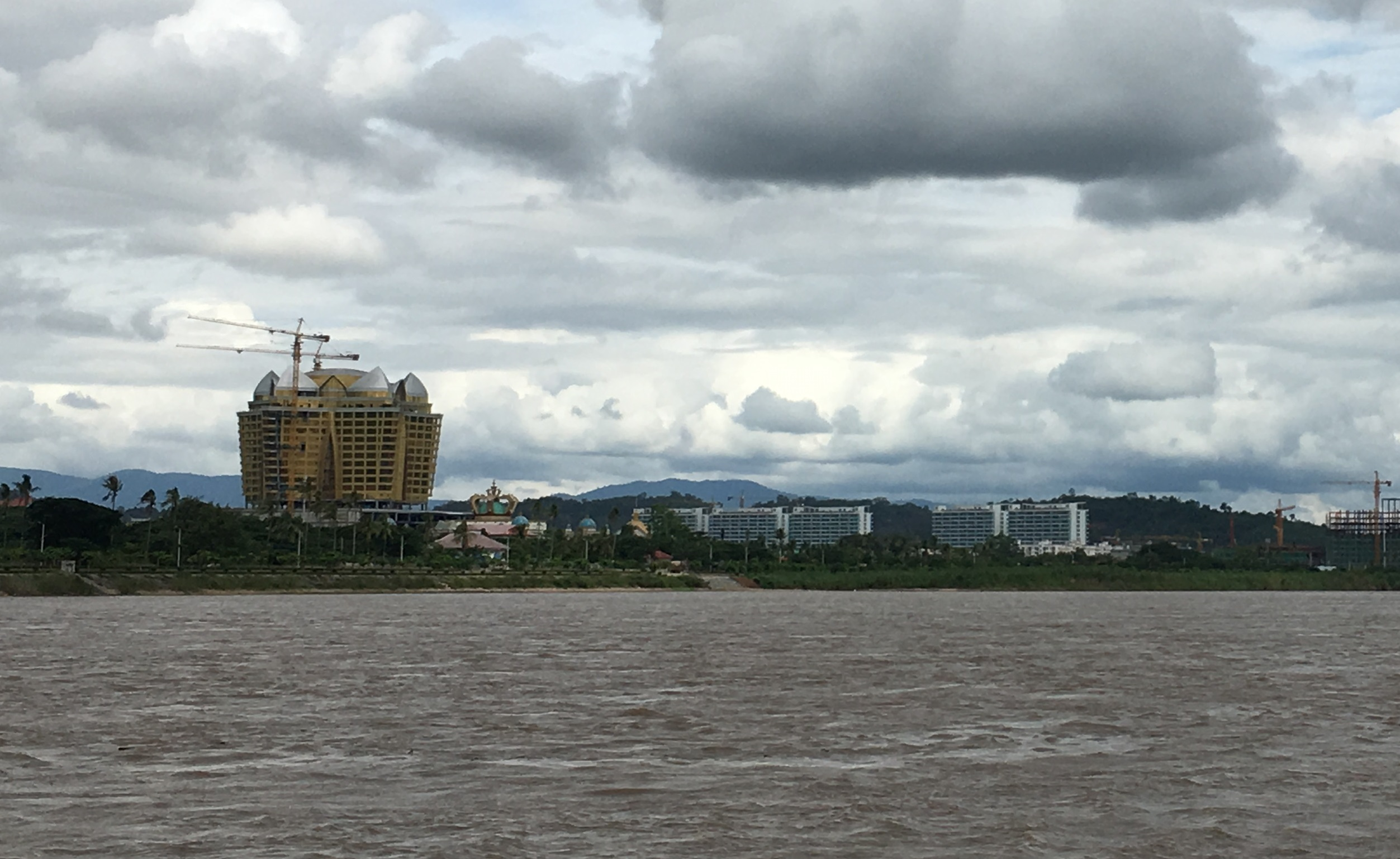
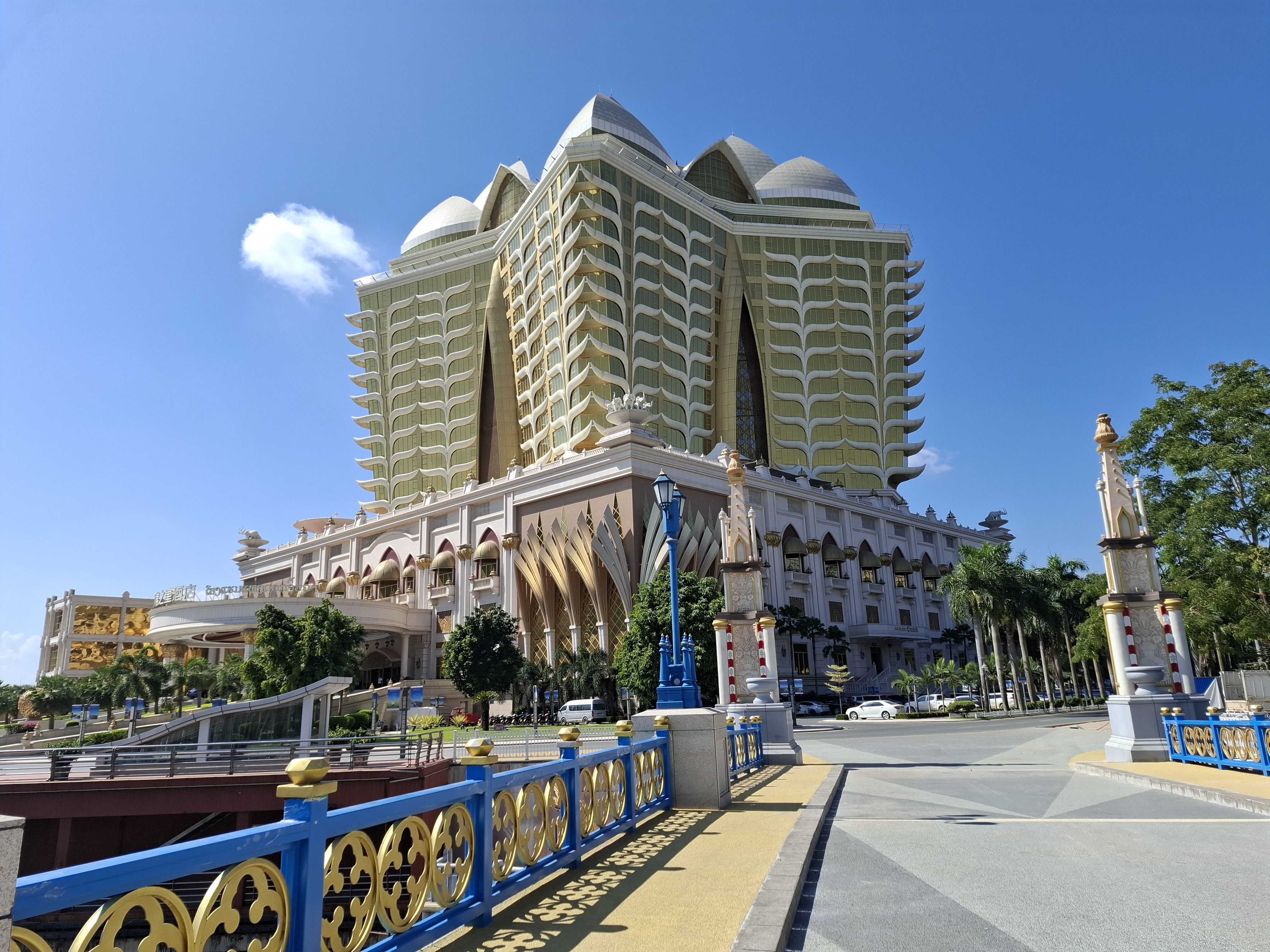
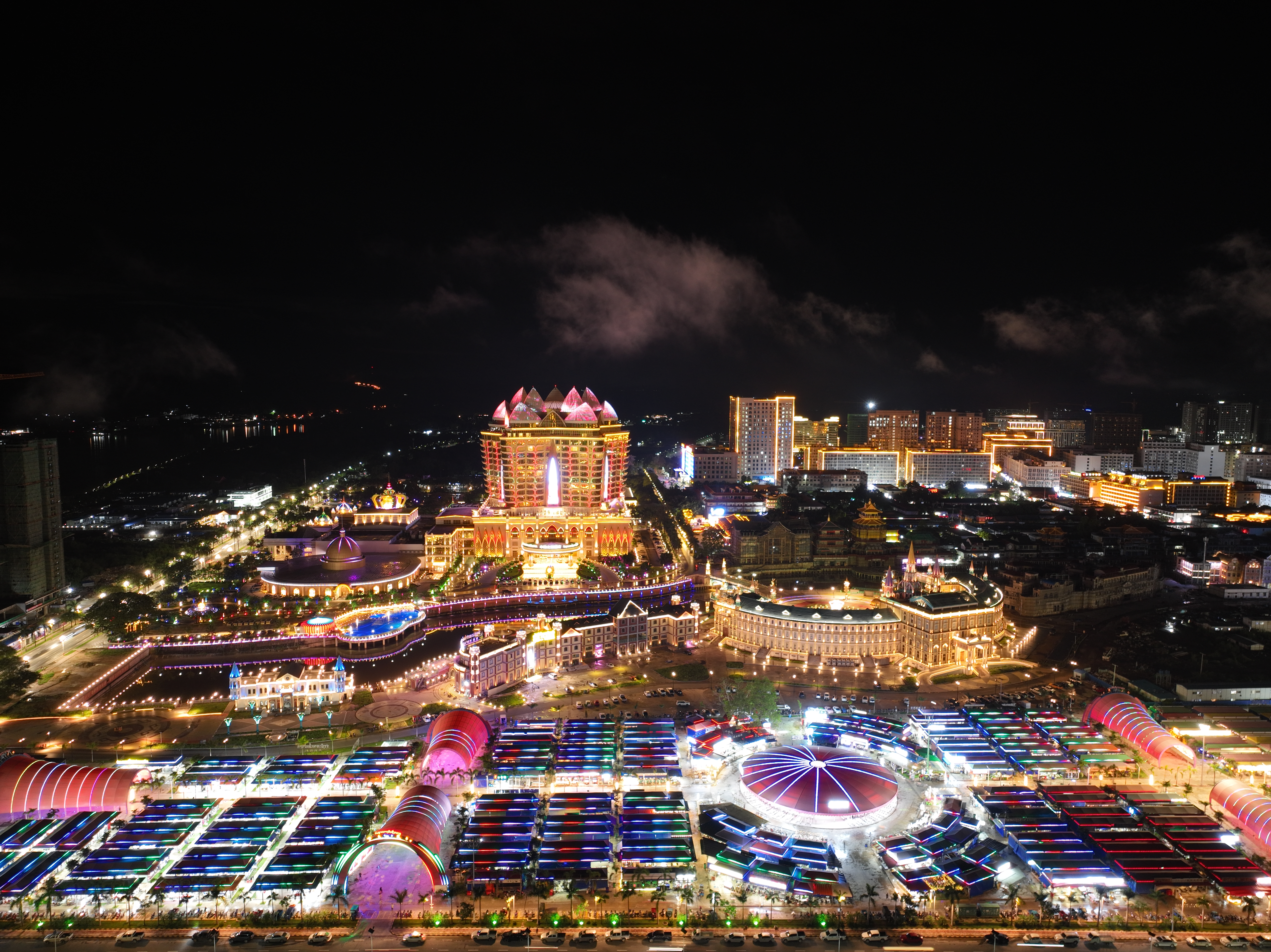

## Transports
La capitale de la province, Houei Sai, est reliée par la route à la province de Chiang Rai en Thaïlande grâce au pont de Houei Sai inauguré en décembre 2013. Depuis Houei Sai, la route nationale 3 traverse la province de Bokeo et continue en direction de Louang Namtha.
L'aéroport de Houei Sai est relié à la capitale Vientiane. Le projet de construction d'un aéroport international, lancé en 2014 par un investisseur chinois, est abandonné en 2017,.
Houei Sai est également le point de départ des trajets en bateau sur le Mékong vers Luang Prabang, qui durent deux jours.